# グローリアス (企業)
株式会社グローリアスは、東京都新宿区に拠点を置く人材紹介会社。
インターネットを活用した、営業職に特化した求人転職情報サービスや
市場価値の高い営業人材を創出するビジネススクールを運営していた。
2008年に株式会社セントメディアにより吸収合併。

## 運営サイト
- グローリアスキャリア
- グローリアスキャリアモバイル
- グローリアスビジネススクール
- GBSモバイル
- 就職カフェ